# Mesochorus integer
Mesochorus integer är en stekelart som beskrevs av Dasch 1974. Mesochorus integer ingår i släktet Mesochorus och familjen brokparasitsteklar. Inga underarter finns listade i Catalogue of Life.